# Hemimycena tortuosa
Hemimycena tortuosa är en svampart som först beskrevs av Peter D. Orton, och fick sitt nu gällande namn av Redhead 1980. Enligt Catalogue of Life ingår Hemimycena tortuosa i släktet Hemimycena,  och familjen Mycenaceae, men enligt Dyntaxa är tillhörigheten istället släktet Hemimycena,  och familjen Chromocyphellaceae. Artens status i Sverige är: Ej påträffad. Inga underarter finns listade i Catalogue of Life.